# 羅克斯特里姆 (紐約州)
羅克斯特里姆（英語：Rock Stream）是位於美國紐約州耶芝縣的非建制地區。

## 歷史
羅克斯特里姆的郵局自1823年營運至今。

## 地理
羅克斯特里姆所處的海拔為高於海平面268米（即879英呎），而該地所採用的時區為UTC-5，即北美东部时区（EST）。同時該地設有夏令時間，為UTC-5調快一小時，即UTC-4（EDT）。